# Nationale Frauen-Fußball-Meisterschaft 2007
Die Nationale Frauen-Fußball-Meisterschaft 2007 war die 5. Austragung des Fußball-Pokalwettbewerbs für südkoreanische Vereinsmannschaften der Frauen.
Das Pokalturnier begann am 14. Juli 2007 und endete am 18. Juli 2007. Die Spiele wurden in Yeoju, Yeoju-Stadion ausgetragen.

## Teilnehmende Mannschaften
Am Pokalturnier nahmen die vier Mannschaften Gyeongnam Daekyo Kangerous WFC, Incheon INI Steel WFC, Chungnam Ilhwa Chunma WFC und Seoul WFC teil.

## Gruppenphase
| Pl. | Verein                             | Sp. | S | U | N | Tore    | Diff. | Punkte |
| --- | ---------------------------------- | --- | - | - | - | ------- | ----- | ------ |
| 1.  | Gyeongnam Daekyo Kangerous WFC (P) | 3   | 1 | 1 | 1 | 002:100 | +1    | 04     |
| 1.  | Chungnam Ilhwa Chunma WFC          | 3   | 1 | 1 | 1 | 002:100 | +1    | 04     |
| 3.  | Seoul WFC                          | 3   | 1 | 1 | 1 | 002:300 | −1    | 04     |
| 3.  | Incheon INI Steel WFC              | 3   | 1 | 1 | 1 | 002:300 | −1    | 04     |

| 14. Juli 2007                  |     |                                |
| Chungnam Ilhwa Chunma WFC      | 0:1 | Seoul WFC                      |
| 14. Juli 2007                  |     |                                |
| Incheon INI Steel WFC          | 1:0 | Gyeongnam Daekyo Kangerous WFC |
| 16. Juli 2007                  |     |                                |
| Seoul WFC                      | 1:1 | Incheon INI Steel WFC          |
| 16. Juli 2007                  |     |                                |
| Gyeongnam Daekyo Kangerous WFC | 0:0 | Chungnam Ilhwa Chunma WFC      |
| 18. Juli 2007                  |     |                                |
| Gyeongnam Daekyo Kangerous WFC | 2:0 | Seoul WFC                      |
| 18. Juli 2007                  |     |                                |
| Incheon INI Steel WFC          | 0:2 | Chungnam Ilhwa Chunma WFC      |